# Leyland MCW Olympian
Der Leyland MCW Olympian war ein Omnibusmodell für den Linksverkehr vom britischen Nutzfahrzeughersteller Leyland Motors mit einem Karosserieaufbau von Metro Cammell Weymann, das zwischen 1954 und 1958 produziert wurde.
Der Zweck dieser Baureihe war eine leichtere Version des Leyland Olympic  im Stil des Leyland Tiger Cub herzustellen. Wie der Olympic erhielt der MCW Olympian die Technik aus dem Leyland Royal Tiger bzw. Leyland Royal Tiger Worldmaster und das Chassis des Tiger Cub. Der Name Olympian wurde deswegen gewählt, weil Olympic Cub schlecht geklungen hätte. Letztlich war der Olympian nur etwas mehr als 150 kg leichter als der Tiger Cub mit dem gleichen Karosserieaufbau. Äußerlich waren die beiden Busmodelle nur durch die andere Bezeichnung und einen anders angebrachten Tankdeckel zu unterscheiden. Mit 60 im Inland abgesetzten und 6 exportierten Exemplaren war es die am schlechtesten verkaufte Busbaureihe von Leyland Motors nach dem Zweiten Weltkrieg.